# Majdan Górny (gromada)
Majdan Górny – dawna gromada, czyli najmniejsza jednostka podziału terytorialnego Polskiej Rzeczypospolitej Ludowej w latach 1954–1972.
Gromady, z gromadzkimi radami narodowymi (GRN) jako organami władzy najniższego stopnia na wsi, funkcjonowały od reformy reorganizującej administrację wiejską przeprowadzonej jesienią 1954 do momentu ich zniesienia z dniem 1 stycznia 1973, tym samym wypierając organizację gminną w latach 1954–1972.
Gromadę Majdan Górny z siedzibą GRN w Majdanie Górnym utworzono – jako jedną z 8759 gromad na obszarze Polski – w powiecie tomaszowskim w woj. lubelskim na mocy uchwały nr 16 WRN w Lublinie z dnia 5 października 1954. W skład jednostki weszły obszary dotychczasowych gromad Majdan Górny I, Majdan Górny II, Chorążanka i Przewłoka ze zniesionej gminy Majdan Górny w tymże powiecie. Dla gromady ustalono 20 członków gromadzkiej rady narodowej.
1 stycznia 1969 gromadę zniesiono, włączając jej obszar do gromad Jarczów (wsie Chorążanka i Przewłoka) i Tomaszów Lubelski (wsie Majdan Górny cz. I i Majdan Górny cz. II) w tymże powiecie.